# Ploy – Die Unbekannte im Hotel
Ploy – Die Unbekannte im Hotel (Thai: พลอย) ist ein thailändischer Spielfilm. Bei dem Filmdrama mit minutiösen Beobachtungen eines emotionslosen Ehelebens führte Pen-Ek Ratanaruang Regie.
Der Film erschien am 7. Juni 2007 in Thailand. Die deutsche DVD-Erstveröffentlichung – unter dem Titel Ploy – erfolgte am 17. Oktober 2008, die deutsche TV-Erstausstrahlung am 2. Dezember 2009.

## Handlung
Die ehemalige Schauspielerin Dang und ihr Gatte Wit, ein Restaurantbesitzer, kehren im siebten Jahr ihrer Beziehung anlässlich einer Beerdigung von den Vereinigten Staaten in ihre thailändische Heimat zurück. Unter dem Jetlag leidend, quartieren sie sich in einem Hotel am Flughafen von Bangkok ein, um vor dem Morgen noch etwas Schlaf zu finden. Wit kommt jedoch nicht zur Ruhe und beschließt, Zigaretten zu kaufen. Derweil versucht Dang, die Koffer auszupacken. In der Jackentasche ihres Mannes entdeckt sie eine verdächtige Notiz – die Telefonnummer einer unbekannten Frau namens Noy.
In der Hotelbar lernt Wit unterdessen die fast 19-jährige Ploy, ein attraktives Mädchen mit Afro-Look kennen, die auf die Ankunft ihrer aus Stockholm anreisenden Mutter wartet. Die beiden sind sich sofort sympathisch und Wit lädt Ploy spontan in sein Hotelzimmer ein, damit sich die Wartende frischmachen kann. Im Zimmer werden die beiden von Dang empfangen, die die junge Fremde äußerst freundlich aufnimmt, obgleich sie von dem Besuch wenig angetan ist. Kaum ist sie mit ihrem Mann kurz allein, begegnet sie ihm mit Zorn, Unverständnis und Eifersucht. Als Wit sich weigert, die Fremde wegzuschicken, beginnt ein zermürbender Streit über mangelnde Leidenschaften in ihrer festgefahrenen Ehe. In der Folge entwickelt Dang krankhafte Halluzinationen und mörderische Träume gegenüber Ploy, in denen sie das schlafende Mädchen mit einem Kissen erstickt. Frustriert verlässt sie irgendwann die Räumlichkeiten.
In einem parallelen Handlungsstrang leben der Barkeeper Nut und das Zimmermädchen Tum ihre Sexfantasien aus. Sie vergnügen sich im angrenzenden Hotelzimmer mit erotischen Spielereien.
In der Lounge bestellt Dang Kaffee, in den sie heimlich Wodka schüttet. Ein Mann spricht sie auf ihre Vergangenheit als Schauspielerin an. Filmfan Moo schmeichelt der angetrunkenen Dame und lädt sie zu sich nach Hause ein, indem er sagt, er kenne Noy – die Frau von Wits Notizzettel. Bei sich zu Hause wird der vermeintliche Bewunderer bald zudringlich. Dang wird mit Drogen gefügig gemacht, schwer misshandelt und vergewaltigt. Als Moo Stunden später sein gepeinigtes Opfer in einer abgelegenen Ruine ermorden und verbrennen will, kommt es zu einem Kampf zwischen ihnen, dessen Ende zunächst offenbleibt.
In der Zwischenzeit philosophieren Ploy und Wit, nebeneinander Arm an Arm auf dem Hotelbett liegend, über die Ehe. Schließlich verabschiedet sich Ploy und geht, ohne dass es zu Sex gekommen ist. Wit ruft Dang an, und als sie nicht antwortet, murmelt er „Verlass mich nicht“. Als man ihn auf der Trauerfeier, für die sie nach Thailand zurückgekehrt sind, sitzen sieht, setzt sich Dang zu ihm – sie konnte ihrem Peiniger entkommen. Wit sagt seiner Frau, dass er sie liebe.
Am Ende des Films bezieht Tum das Bett neu, auf dem sie von Nut geliebt wurde, legt sich auf das Bett und singt mit direktem Blick in die Kamera versonnen ein Lied über die Liebe und ihre Leiden.

## Kritiken
Das Lexikon des internationalen Films schrieb, der „meditativ angehauchter Erotik-Thriller“ erzeuge durch die „Auseinandersetzung mit der Alltäglichkeit einer Ehekrise“ eine „recht eigenwillige Atmosphäre“. Zudem sorge die „lose Struktur für einige Verwirrung“.

## Auszeichnungen
Der Regisseur gewann 2007 für diesen Film beim Cinefan – Festival of Asian and Arab Cinema den FIPRESCI-Preis. Weitere neun Nominierungen in verschiedenen Kategorien gab es unter anderem beim Asian Film Awards und Bangkok International Film Festival.